# Reinhard Scheunemann
Reinhard Scheunemann (* 19. Februar 1950 in Berlin) ist ein deutscher Schauspieler, Synchronsprecher sowie Sprecher von Hörspielen & Hörbüchern.

## Leben
Scheunemann kam 1950 in Berlin zur Welt. Er ging nach Rostock, um dort sein Schauspielstudium zu absolvieren. 1988 kam er nach Westberlin zurück, um als Synchronsprecher zu arbeiten. Er zählt zu den meistbeschäftigten Synchronsprechern in Deutschland. So leiht er beispielsweise Direktor Lewis aus der Serie American Dad seine Stimme. Er ist auch als Schauspieler tätig. Er war unter anderem in dem Film Die Unberührbare sowie in den Fernsehserien Tatort und In aller Freundschaft zu sehen.
Im Anime-Bereich ist er in Detektiv Conan (als Ginshirou Tooyama), Dragonball Z Kai (als Dr. Gero), Gurren Lagann (als Magin), Haikyu!! (als Tanji Washijou) und Made in Abyss (als Habo) zu hören.

## Filmografie
- 1988: Die Schauspielerin
- 2000: Die Unberührbare
- 2002: Stahlnetz: PSI
- 2008: Notruf Hafenkante (Fernsehserie, Folge Familiengeheimnisse)
- 2020: Die Drei von der Müllabfuhr – Mission Zukunft

## Synchronisation (Auswahl)
Ian McElhinney
- 2016: Aufstand der Barbaren als Tagus
- 2020: Doctor Who als Ko Sharmus
- 2021–2022: The Split – Beziehungsstatus ungeklärt als Professor Ronny

Simon Russell Beale
- 2011: My Week with Marilyn als Cotes Preedy
- 2016: Legend of Tarzan als Mr. Frum

John Kani
- 2018: Black Panther als König T’Chaka
- 2021: What If…? als König T’Chaka

Paul Dobson
- 2016–2022: Ninjago als Meister Wu (3. Stimme)
- 2016: Ninjago: Tag der Erinnerungen als Meister Wu
- seit 2023: Ninjago: Aufstieg der Drachen als Meister Wu

### Filme
- 1993: Dean Cundey in Jurassic Park als Steuermann
- 1994: August Schmölzer in Schindlers Liste als Dieter Reeder
- 2008: Naoto Takenaka und Mugihito in The Sky Crawlers als Barbesitzer und Mugirou Yamagiwa
- 2012: Michel Duchaussoy in Asterix & Obelix – Im Auftrag Ihrer Majestät als Majestix
- 2013: Clarence Williams III in Der Butler als Maynard
- 2014: Der kleine Drache Kokosnuss als Herbert
- 2017: Brendan Gleeson in Paddington 2 als Knuckles McGinty
- 2019: Rick Zingale in Rambo: Last Blood als Don Miguel
- 2019: Carl Lumbly in Doctor Sleeps Erwachen als Dick Hallorann
- 2020: Tom Kemp in Little Women als Asa Melvin
- 2020: Brad Greenquist in Ruf der Wildnis als Skagway Hundeverkäufer
- 2021: Bill Duke in No Sudden Move als Aldrick Watkins
- 2021: Michael Ironside in Nobody als Eddie Williams
- 2022: William Hope in Texas Chainsaw Massacre als Sheriff Hathaway
- 2023: John Rhys-Davies in Indiana Jones und das Rad des Schicksals als Sallah
- 2023: Phub Dorji in Was will der Lama mit dem Gewehr? als Ap Penjor
- 2023: Hōchū Ōtsuka in Black Clover: Sword of the Wizard King als Edward Avalache
- 2024: Roger Yuan in Dune: Part Two als Lieutenant Lanville

### Serien
- 1993–1994: Tim Curry in Sonic the Hedgehog als Der Wächter
- 1997–2001: John Astin in Disneys Große Pause als Hank der Hausmeister
- 2002: Tomomichi Nishimura in Full Metal Panic! als Richard Henry Mardukas
- 2003: Tomomichi Nishimura in Full Metal Panic? Fumoffu als Richard Henry Mardukas
- 2004: Mike Starr in Ed – Der Bowling-Anwalt als Kenny Sandusky
- 2006, 2008, seit 2011: Kevin Michael Richardson in American Dad als Direktor Louis
- 2013–2023: Hideaki Tezuka in Attack on Titan als Darius Zackly
- 2018: David Wilmot in The Alienist als Captain Connor
- 2018: David Rintoul in The Crown als Michael Adeane
- 2020: James Faulkner in Die Zauberer: Geschichten aus Arcadia als König Artus
- 2021: Phil LaMarr in Star Wars: The Bad Batch als Orn Free Taa
- 2021: Mike Starr in The Blacklist als Balthazar „Bino“ Baker
- 2022: Willie C. Carpenter in Reacher als Mosley
- 2022: Rade Šerbedžija in The Old Man als Suleyman Pavlovich
- 2022: Harvey Keitel in Das Vermächtnis von Montezuma als Peter Sadusky

### Videospiele
- 2014: Lego Batman 3: Jenseits von Gotham als Atrocitus sowie Bizarro
- 2014: Lego Der Hobbit als Verschiedene Zwerge
- 2017: The Lego Ninjago Movie Video Game als Meister Wu
- 2017: The Legend of Zelda: Breath of the Wild als König Rhoam Bosphoramus Hyrule
- 2020: Hyrule Warriors: Zeit der Verheerung als König Rhoam Bosphoramus Hyrule
- 2023: Assassin’s Creed Mirage als William Miles

## Hörspiele (Auswahl)
- 2008: Spongebob Schwammkopf 33: Schimpansen ahoi (Das Original-Hörspiel zur TV-Serie, als Dr. Marmelade)
- seit 2017: ab Folge 135 Benjamin Blümchen (als Theodor Tierlieb)

## Hörbücher (Auswahl)
- 2013: Sven Koch: Dünengrab (Audible exklusiv)
- 2014: Sven Koch: Dünentod (Audible exklusiv)
- 2015: Sven Koch: Dünenkiller (Audible exklusiv)
- 2015: Sven Koch: Dünenfeuer (Audible exklusiv)
- 2017: Sven Koch: Dünenfluch (Audible exklusiv)
- 2019: Sven Koch: Dünenblut (Audible exklusiv)
- 2020: Die schönsten Disney-Klassiker, Der Hörverlag, ISBN 978-3-8445-4081-9
- 2021: Ronit Jariv: Winnie Puuh – Die schönsten Geschichten aus dem Hundert-Morgen-Wald, Der Hörverlag, ISBN 978-3-8445-4122-9
- 2021: Winnie Puuh – 24 Geschichten zum Advent, der Hörverlag, ISBN 978-3-8445-4247-9
- 2023: Sven Koch: Dünensturm (Audible exklusiv)
- 2025: Sven Koch: Dünenwahn - Ein Nordsee-Krimi (Audible exklusiv)